# Frank Altherr
Frank Altherr (* 21. Mai 1961) ist ein ehemaliger deutscher Fußballspieler.

## Sportlicher Werdegang
Altherr spielte in der Jugend beim FV Olympia Ramstein. 1985 stieß er zum seinerzeitigen Zweitligisten FC 08 Homburg. Unter Trainer Fritz Fuchs kam er zum Auftakt der Zweitliga-Spielzeit 1985/86 zu zwei Kurzeinsätzen in der Wettkampfmannschaft: Nach seinem Debüt bei der 0:1-Auswärtsniederlage beim MSV Duisburg als Einwechselspieler für Uwe Freiler am ersten Spieltag war er beim 7:1-Heimerfolg über den VfL Osnabrück am zweiten Spieltag für Uwe Fuchs eingewechselt worden. Während sich die Mannschaft im Saisonverlauf an der Tabellenspitze festsetzte und am Ende als Zweitligameister erstmals in die Bundesliga aufstieg, war er ins zweite Glied gerückt.
Später verließ Altherr mit seiner Familie Deutschland und siedelte in das Herkunftsland seiner Ehefrau, die für die US-Streitkräfte tätig gewesen war, über, wo sie sich in Arizona niederließen. Der 1991 noch in Deutschland geborene gemeinsame Sohn Aaron Altherr avancierte zum Baseballprofi und spielte unter anderem für die deutsche Nationalmannschaft.